# Garazj
Garazj (russisk: Гараж) er en sovjetisk spillefilm fra 1979 af Eldar Rjasanov.

## Medvirkende
- Lija Akhedzjakova som Malayeva
- Ija Savvina som Anikeyeva
- Svetlana Nemoljaeva
- Valentin Gaft som Sidorin
- Andrej Mjagkov som Khvostov